# Habari
Habari est un moteur de blog libre et open source écrit en langage PHP et supportant actuellement MySQL, SQLite, et PostgreSQL comme base de données. Son nom lui vient du Swahili habari étant une forme de salutation équivalente à « quoi de neuf ? »